# Neivamyrmex macrodentatus
Neivamyrmex macrodentatus är en myrart som först beskrevs av Menozzi 1931.  Neivamyrmex macrodentatus ingår i släktet Neivamyrmex och familjen myror. Inga underarter finns listade i Catalogue of Life.